# Dohi Kodai
Dohi Kodai (sinh ngày 13 tháng 4 năm 2001) là một cầu thủ bóng đá người Nhật Bản.

## Sự nghiệp câu lạc bộ
Dohi Kodai hiện đang chơi cho Sanfrecce Hiroshima.